# 水の日
水の日（みずのひ）は、水資源の有限性、水の貴重さ及び水資源開発の重要性について国民の関心を高め、理解を深めるための日本の記念日。毎年8月1日。
1977年（昭和52年）5月31日の閣議了解により水の週間と合わせて定められた。年間を通じて水の使用量が多く、水について関心が高まる8月の初日に設定された。その後、水循環基本法（平成二十六年法律第十六号）第10条により定められた。
令和2年度（2020年）の水循環に関する世論調査では、水の日の認知度は全体で10.9%、特に18歳〜29歳で3.8%と若い世代で低くなっている。2020年には水の日啓発ポスターに『ポケットモンスター』のシャワーズを採用し、翌2021年7月19日には同ポケモンを応援大使に任命し、認知度向上を目指している。